# Casa de Stolberg

Escudo de armas de los condes de Stolberg antes de 1429.

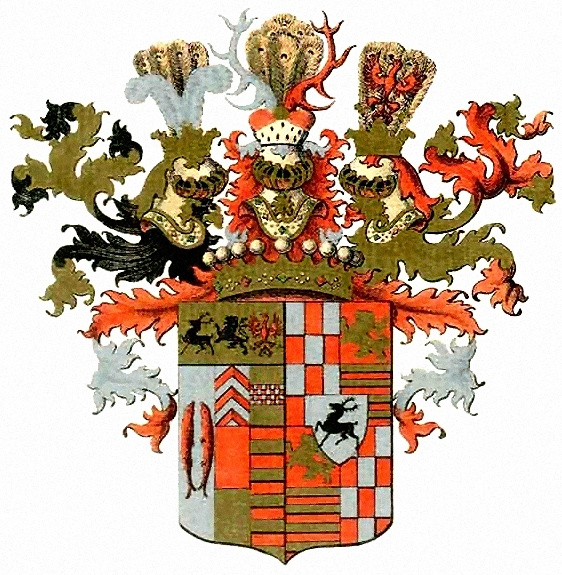
Escudo de armas general de la Casa de Stolberg desde 1742.

Los príncipes y condes de Stolberg  son miembros de una amplia familia alemana de la alta aristocracia (Hoher Adel) en el Sacro Imperio Romano Germánico. La casa tiene numerosas ramas.

## Historia
Existen más de diez diferentes teorías sobre el origen de los condes de Stolberg, pero ninguna ha sido comúnmente aceptada. Sin embargo, lo más probable es que sean descendientes de los condes de Hohnstein. El primer sujeto representativo de la familia, el Conde Enrique de Stolberg, aparece en un documento de 1210, siendo ya mencionado en 1200 como Conde Enrique de Voigtstedt. Aunque Voigtstedt, en las cercanías de Artern, fue la sede inicial de la familia comital, se trasladó a Stolberg (Harz) no más tarde de principios del siglo XIII. El castillo permaneció ahí en manos de la familia hasta que fueron desposeídos del mismo como parte de la reforma territorial de 1945 en la Zona de ocupación soviética de Alemania creada después de la Segunda Guerra Mundial.
En 1429 los condes de Stolberg tuvieron éxito en la compra del Condado de Wernigerode en el Harz Septentrional como parte de un contrato de herencia y así ampliaron considerablemente su área de influencia.
En 1645 la casa era dividida de forma permanente entre la Vieja Línea Principal (Ältere Hauptlinie) de Stolberg-Wernigerode y la Joven Línea Principal (Jüngere Hauptlinie) de Stolberg-Stolberg. A principios del siglo XVIII, las líneas de Stolberg-Gedern (hasta 1804) y Stolberg-Schwarza (hasta 1748) se segregaron como ramas independientes de Stolberg-Wernigerode. En 1706, Stolberg-Stolberg fue dividida en las dos líneas de Stolberg-Stolberg y Stolberg-Rossla.
En 1742 los representantes de la línea de Stolberg-Gedern fueron elevados al rango de Príncipes Imperiales (Reichsfürstenstand) por el emperador Carlos VII.
En el siglo XVIII, como resultado de la mediatización, los condes con inmediación imperial de Stolberg-Wernigerode fueron obligados a subordinarse al reino de Prusia y los condes de Stolberg-Stolberg y Stolberg-Roßla igualmente al Electorado de Sajonia. Con la disolución del Sacro Imperio Romano Germánico en 1806 los Stolberg perdieron su estatus de condes imperiales y, en 1815, finalmente pasaron a ser mediatizados como príncipes prusianos. Sin embargo, las familias retuvieron ciertos privilegios como jefes de las iglesias luteranas de sus estados mediatizados y retuvieron escaños hereditarios en la Cámara Alta Prusiana.
A los entonces señores, así como el hijo mayor y heredero presunto de las fincas familiares de las Casas de Stolberg-Wernigerode o Stolberg-Stolberg y Stolberg-Roßla se les concedió permiso por el emperador Guillermo II, el 22 de octubre de 1890 y 1893 respectivamente, para llevar títulos principescos. En 1980 una rama de la línea de Stolberg-Stolberg fue incorporada a la nobleza holandesa sin ser reconocido, no obstante, el título principesco.
Existe también una rama menor que, debido al régimen comunista, lleva el nombre de "Stoll". Sus orígenes pueden encontrarse en una rama menor de la vieja línea principal, y pueden hallarse en 1247, año de su segregación de la rama principal. Su historia es complicada, y trazas de su existencia solo pueden hallarse en algunos documentos antiguos, y sus propios archivos familiares.

## Antiguos territorios, fincas y sedes (selección)

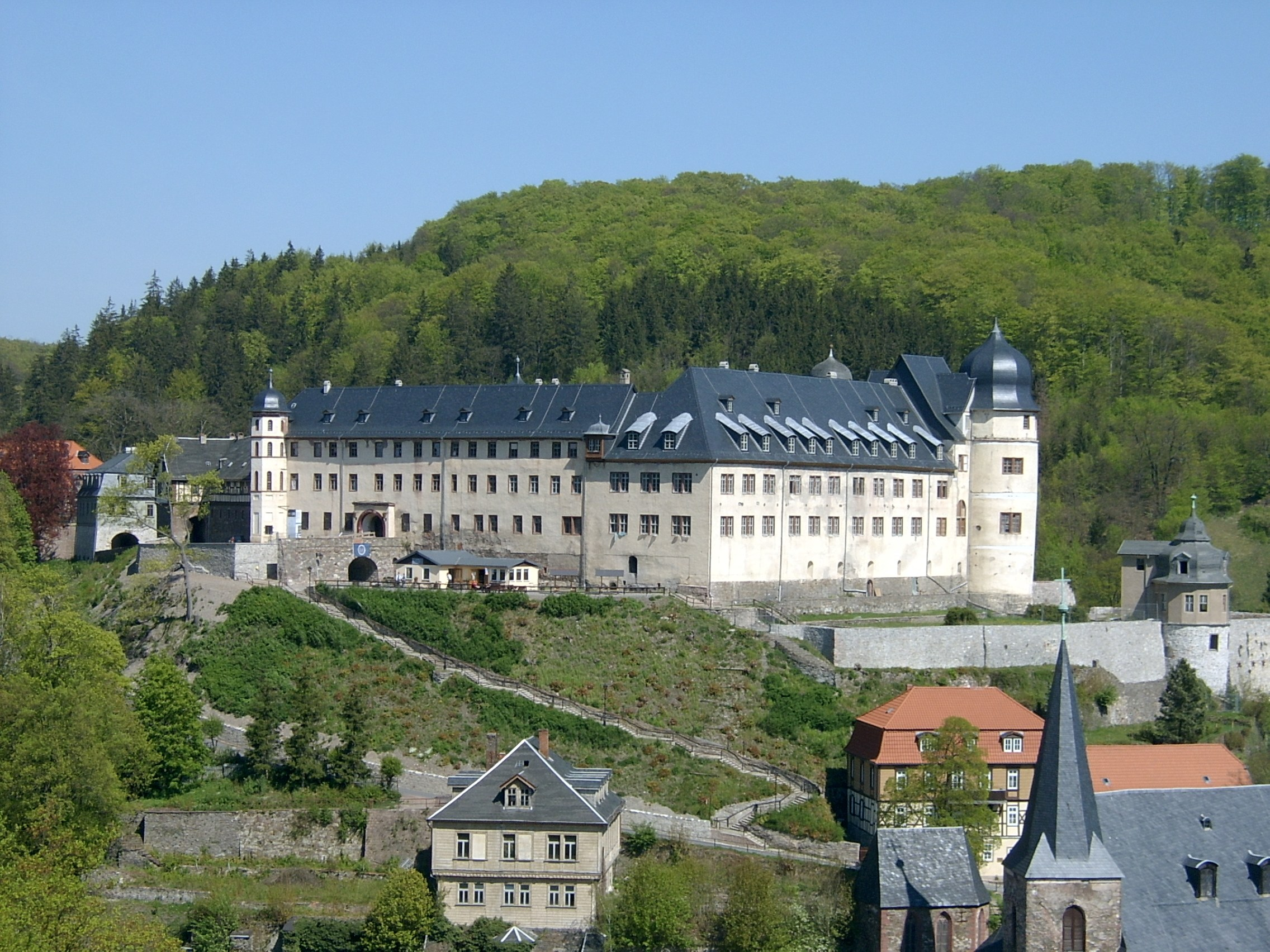
Castillo de Stolberg.

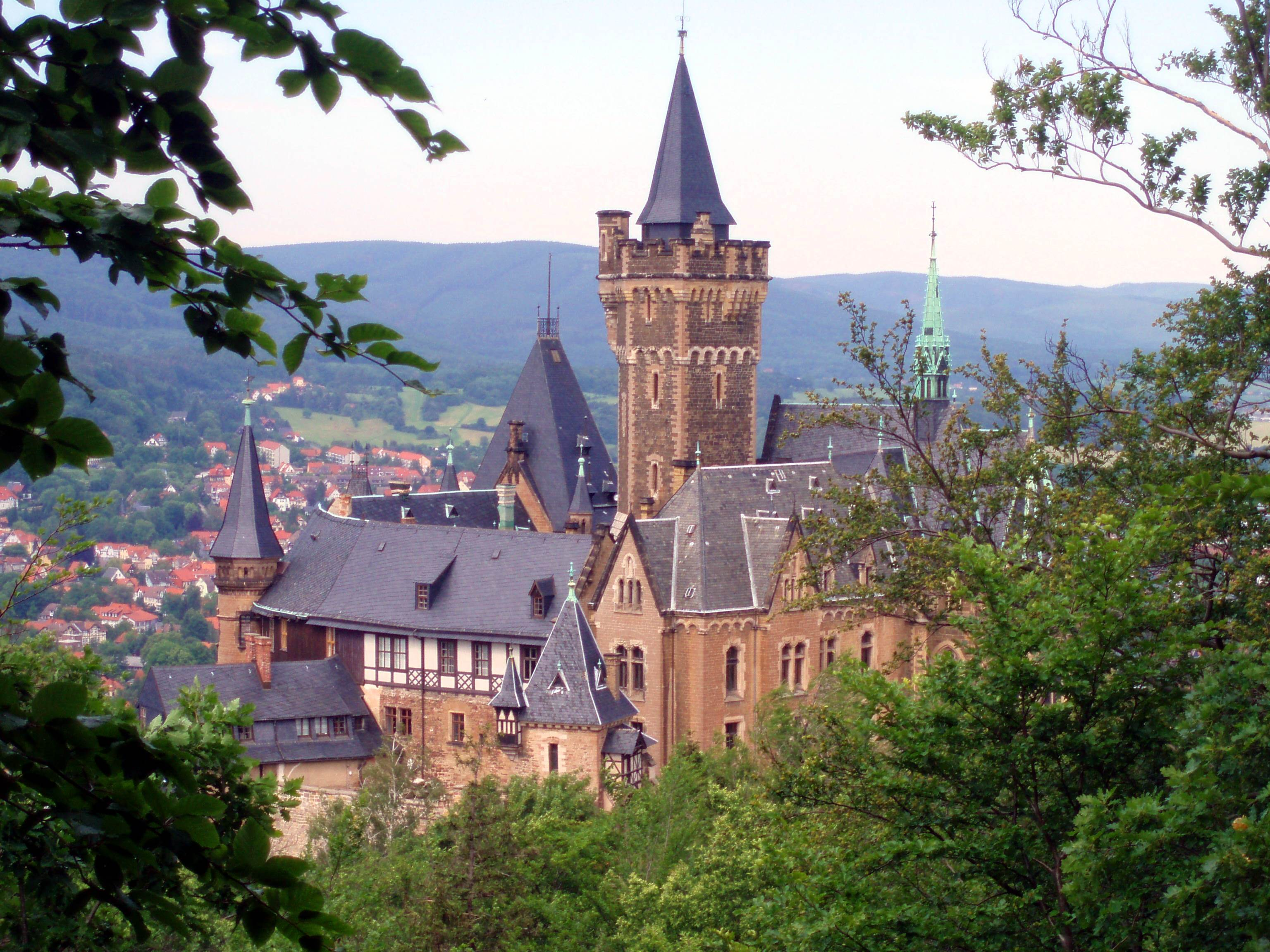
Castillo de Wernigerode.

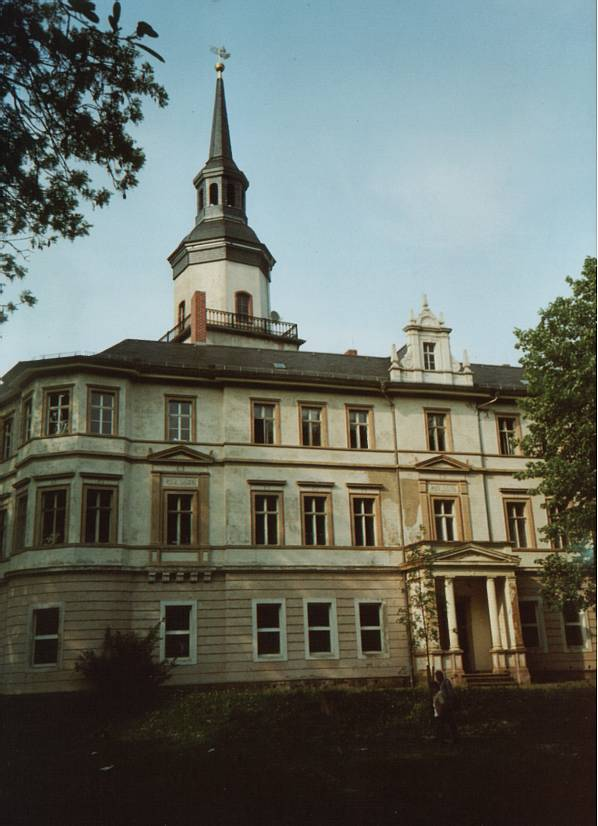
Castillo de Rossla.

### Territorios
- Condado de Stolberg (1200-1945)
- Condado de Wernigerode (1429-1945)
- Condado de Stolberg-Rossla (1341-1945)
- Baronía de Gedern (Hesse) (el castillo entre 1535-1987, la finca hasta hoy día)
- Baronía de Schwarza, Turingia
- Castillo de Hohnstein (Harz)
- Elbingerode (Harz) (1427-1600)
- Kelbra
- Heringen, Turingia

### Fincas
- Allstedt (1542-1575)
- Ebersburg (Harz)
- Castillo de Erichsberg
- Ernstburg
- Grasburg (Rottleberode)
- Castillo de Heinrichsberg
- Hirzenhain, Hesse (desde 1535 hasta hoy día)
- Abadía de Ilsenburg y Palacio de Ilsenburg, Turingia (siglo XVI - 1945)
- Jannowitz, Silesia
- Castillo de Königstein (1535-1581)
- Kreppelhof, Silesia
- Morungen
- Oberröblingen
- Ortenberg, Hesse (desde 1535 hasta hoy día)
- Peterswaldau, Silesia
- Hofgut Ranstadt, Hesse (desde 1535 hasta hoy día)

Los condes de Stolberg también reclaman Agimont, en Bélgica, y llevan este nombre en el título. Sin embargo, se produjo un error ortográfico y no fue hasta un edicto de 6 de diciembre de 1780 que el Conde Cristián Federico de Stolberg-Wernigerode corrigió el hasta entonces nombre erróneo de Aigmont a Agimont.

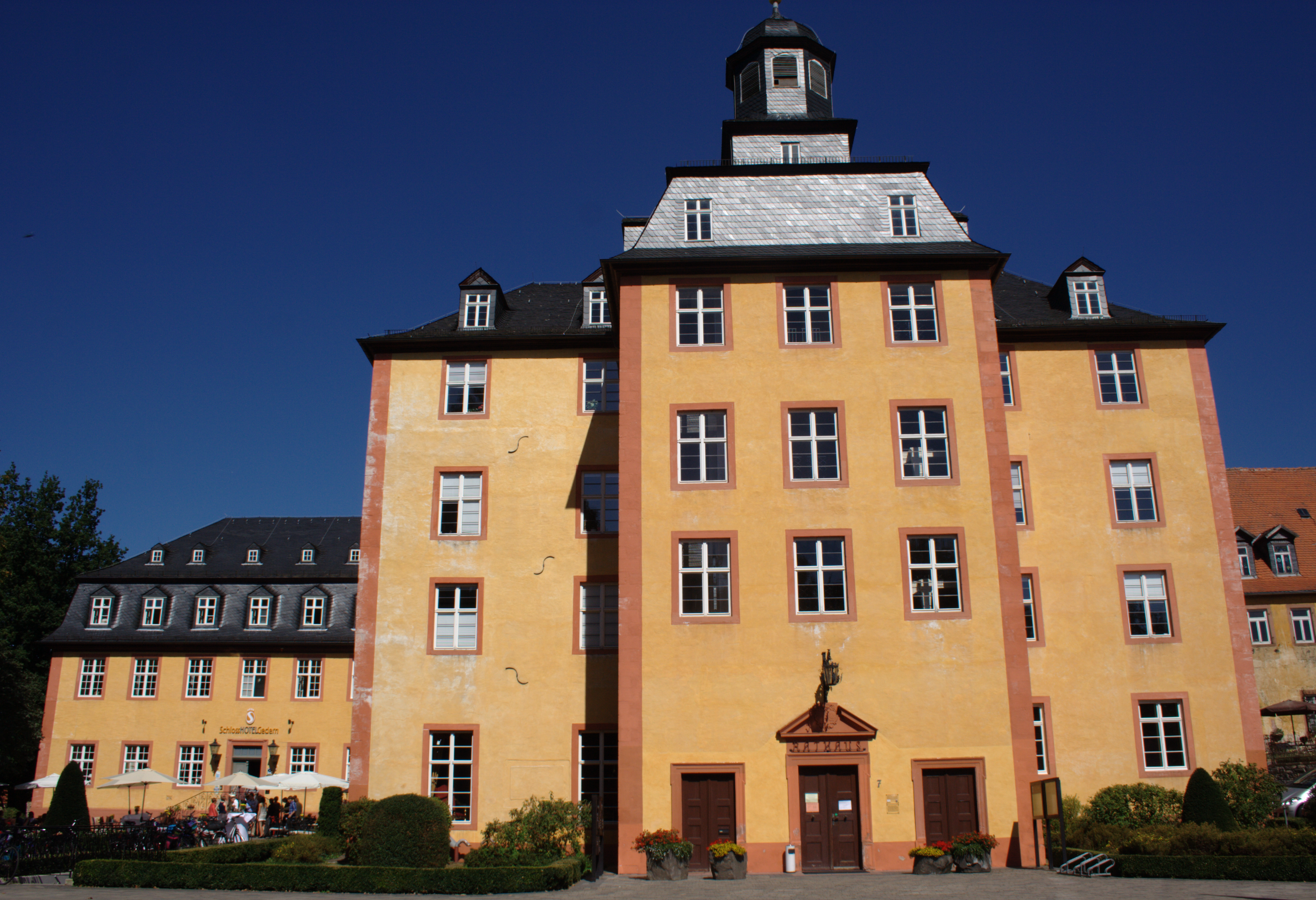
Castillo de Gedern (Hesse)
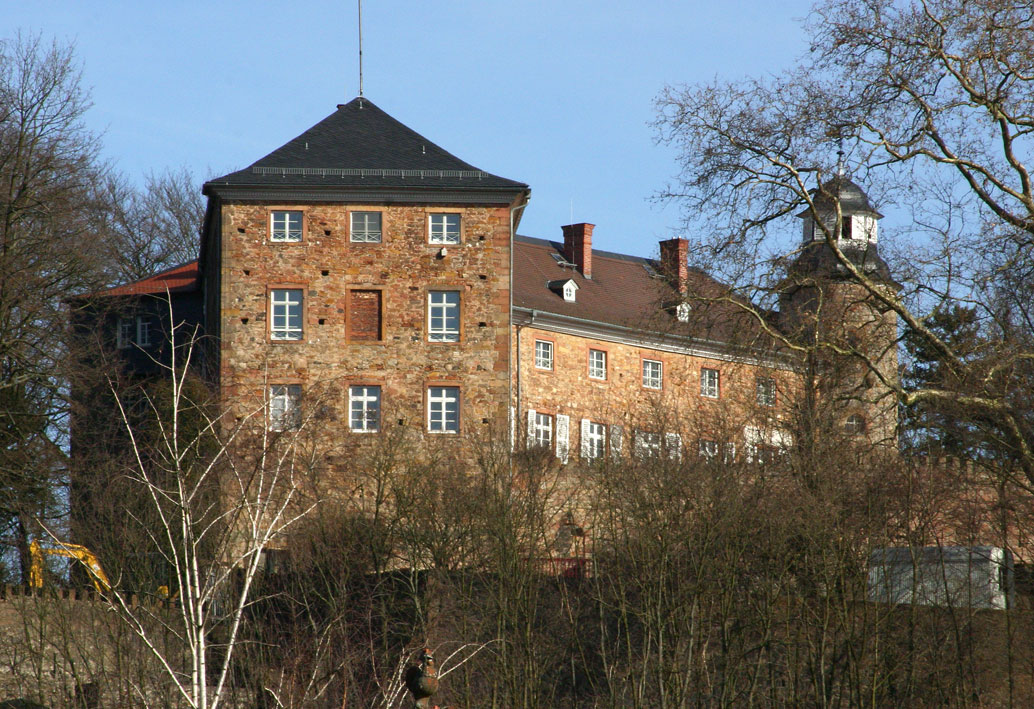
Castillo de Ortenberg (Hesse)
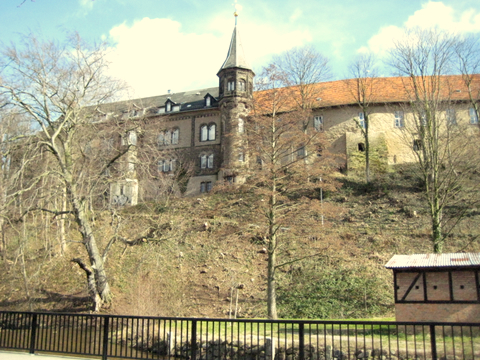
Palacio de Ilsenburg (Turingia)
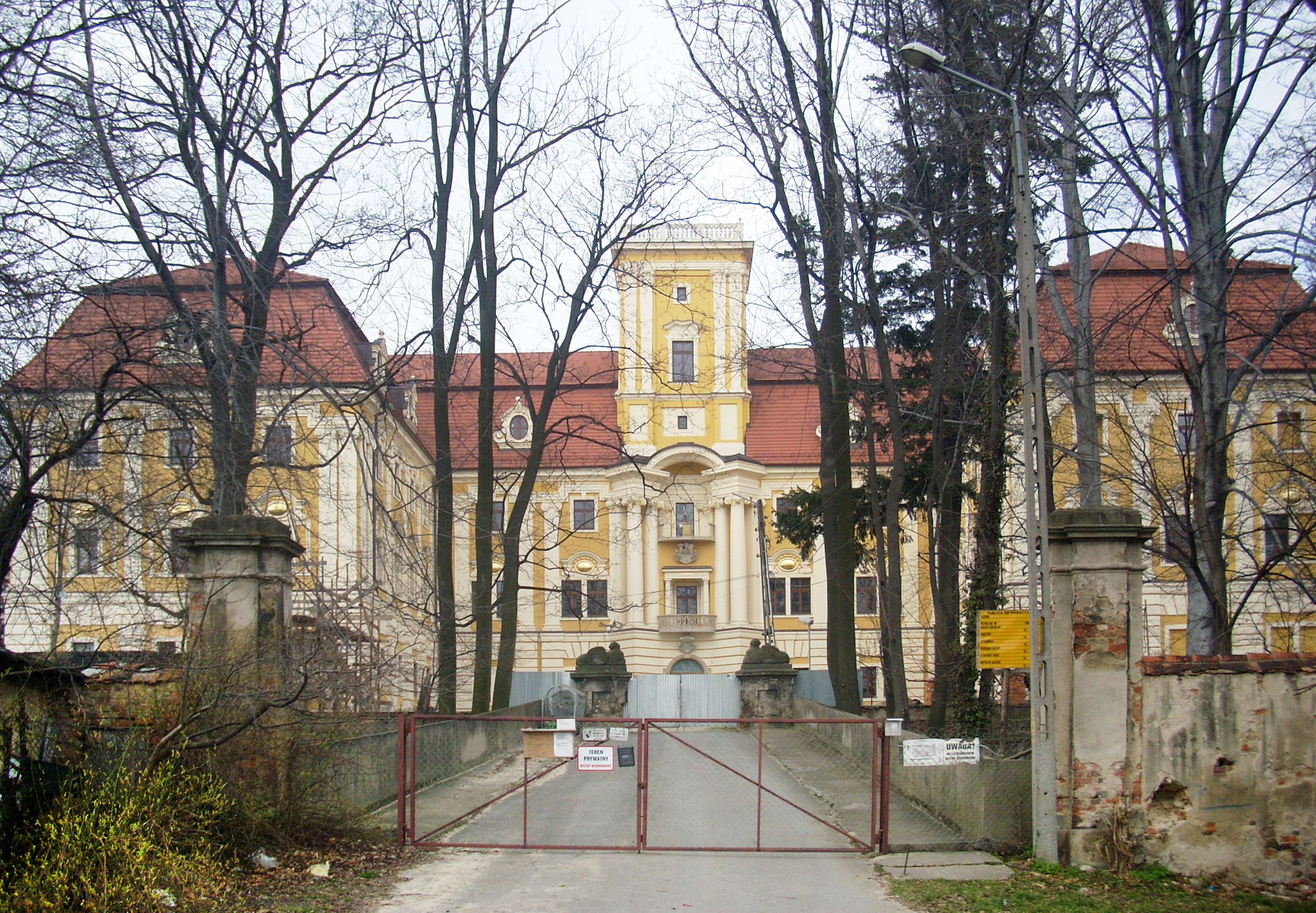
Castillo de Peterswaldau (Silesia)

## Miembros importantes de la familia (selección)

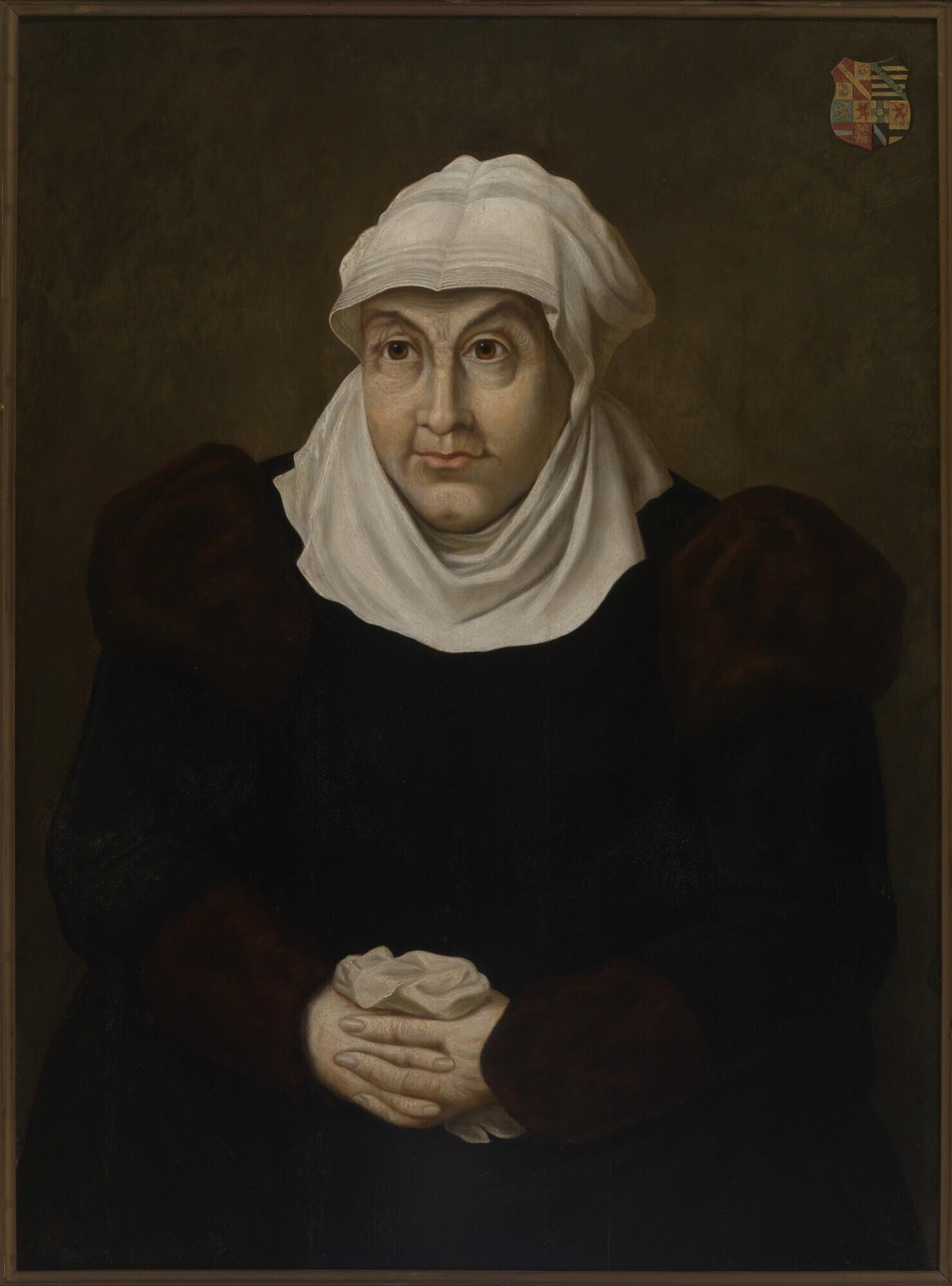
Juliana de Stolberg (1506-1580), esposa del Conde Guillermo de Nassau y madre de Guillermo I de Orange.

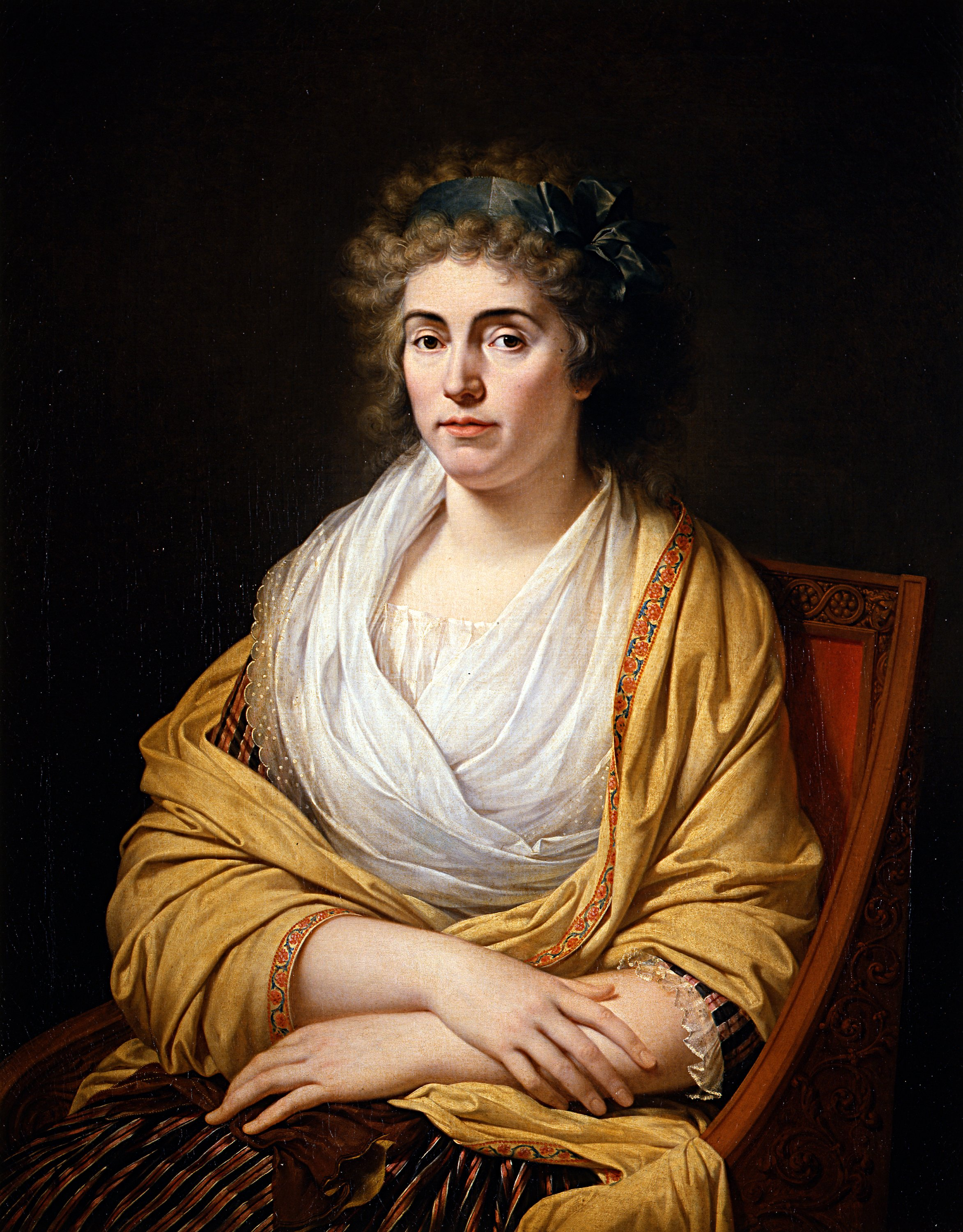
Princesa Luisa de Stolberg-Gedern, Condesa de Albany (1752-1824), esposa del pretendiente jacobita al trono inglés y escocés Carlos Eduardo Estuardo ("Bonnie Prince Charlie")

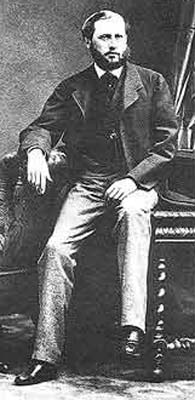
Príncipe Otón de Stolberg-Wernigerode (1837-1896), Vicecanciller de Alemania.

- Conde Enrique de Stolberg (m. 1357), Obispo de Merseburg
- Conde Botho de Stolberg, el Viejo (m. 1455)
- Condesa Catalina de Stolberg (1463-1535), Abadesa de la Abadía de Drübeck
- Conde Enrique el Joven de Stolberg (1467-1508), gobernador de Frisia
- Conde Botho de Stolberg (1467-1538)
- Conde Wolfgang de Stolberg (1501-1552)
- Ana II de Stolberg (1504-1574), abadesa imperial de Quedlinburg
- Ana III de Stolberg (1565-1601), abadesa imperial de Quedlinburg
- Conde Luis de Stolberg (1505-1574)
- Condesa Juliana de Stolberg (1506-1580)
- Conde Enrique de Stolberg (1509-1572)
- Conde Wolf Ernesto de Stolberg (1546-1606)
- Conde Enrique Ernesto de Stolberg (1593-1672), fundador de la Vieja Línea Principal de la Casa de Stolberg
- Conde Juan Martín de Stolberg (1594-1669), fundador de la Joven Línea Principal de la Casa Stolberg
- Conde Ernesto de Stolberg (1650-1710)

### Liínea de Stolberg-Wernigerode
- Conde Cristián Ernesto de Stolberg-Wernigerode (1691-1771)
- Conde Enrique Ernesto de Stolberg-Wernigerode (1716-1778)
- Conde Cristián Federico de Stolberg-Wernigerode (1746-1824)
- Condesa Luisa de Stolberg-Wernigerode (1771-1856), Abadesa de la Abadía de Drübeck
- Conde Enrique de Stolberg-Wernigerode (1772-1854)
- Conde Antonio de Stolberg-Wernigerode (1785-1854)
- Conde Guillermo de Stolberg-Wernigerode (1807-1898), político y general prusiano
- Conde Eberardo de Stolberg-Wernigerode (1810-1872)
- Condesa Ana de Stolberg-Wernigerode (1819-1868), Matrona de Bethany (Oberin zu Bethanien)
- Conde Bolko de Stolberg-Wernigerode (1823-1884), Landrat del distrito de Franzburg
- Conde Teodoro de Stolberg-Wernigerode (1827-1902), miembro del Reichstag
- Condesa Leonor de Stolberg-Wernigerode (1835-1903)
- Príncipe Otón de Stolberg-Wernigerode (1837-1896), gobernador de Hanóver, Vicecanciller alemán bajo Bismarck
- Princesa Ana de Stolberg-Wernigerode (1837-1907), esposa del Príncipe Otón
- Conde Udo de Stolberg-Wernigerode (1840-1910)
- Conde Constantino de Stolberg-Wernigerode (1843-1905), gobernador de la Provincia de Hanóver
- Condesa Magdalena de Stolberg-Wernigerode (1875-1955), Abadesa de la Abadía de Drübeck
- Conde Alberto de Stolberg-Wernigerode (1886-1948)
- Conde Otón de Stolberg-Wernigerode (1893-1984)

### Línea de Stolberg-Gedern
- Príncipe Federico Carlos de Stolberg-Gedern (1693-1767)
- Princesa Luisa de Stolberg-Gedern (1752-1824)
- Princesa Carolina de Stolberg-Gedern (1755-1828)

### Línea de Stolberg-Stolberg
- Condesa Sofía Leonor de Stolberg-Stolberg (1669-1745), compilador de sermones funerarios
- Conde Cristóbal Federico de Stolberg-Stolberg (1672-1738 en Stolberg) fue un regente alemán
- Conde Cristián de Stolberg-Stolberg (1748-1821), traductor y lírico
- Conde Federico Leopoldo de Stolberg-Stolberg (1750-1819), poeta, traductor y abogado
- Condesa Augusta Luisa de Stolberg-Stolberg (1753-1835)
- Condesa Mariana de Stolberg-Stolberg (1780-1814)
- Conde John Peter Cajus de Stolberg-Stolberg (1797-1874), propietario y miembro del Reichstag
- Conde Leopoldo Federico de Stolberg-Stolberg (1799-1840)
- Condesa Luisa de Stolberg-Stolberg (1799-1875), lírica, traductora y editora
- Conde José Teodoro de Stolberg-Stolberg (1804-1859)
- Conde Alfredo de Stolberg-Stolberg (1835-1880), propietario y miembro del Reichstag
- Conde Federico de Stolberg-Stolberg (1836-1904), terrateniente y miembro del Reichstag
- Conde Adalberto de Stolberg-Stolberg (1840-1885), propietario y miembro del Reichstag
- Conde Hermann José Stolberg-Stolberg (1854-1925)
- Conde Cristóbal de Stolberg-Stolberg (1888-1968), mayor general
- Conde Federico-Leopoldo de Stolberg-Stolberg (n. 1962), abogado

### Línea de Stolberg-Roßla
- Conde Jost Cristián de Stolberg-Roßla senior (1676-1739)
- Conde Federico Botho de Stolberg-Roßla (1714-1768), Regente en Roßla desde 1739
- Conde Jost Cristián de Stolberg-Roßla junior (1722-1749)
- Conde Guillermo Cristóbal de Stolberg-Roßla (1748-1826), Regente del Condado de Stolberg-Roßla